# الوئیزا ماتورن
الوئیزا ماتورن (به انگلیسی: Eloísa Maturén) (زاده ۴ فوریه ۱۹۸۰) بازیگر ونزوئلایی است.
از کارهای معروف او می‌توان به بازی در فیلم لیز در سپتامبر اشاره کرد.